# 埃尔伯特·鲁特
埃尔伯特·鲁特（英語：Elbert Root，1915年7月20日—1983年7月15日），生于南卡罗来纳州，美国男子跳水运动员。他曾代表美国参加1936年夏季奥林匹克运动会跳水比赛，获得男子跳台银牌。